# Третья битва при Изонцо
Третья битва при Изонцо (ит. Terza battaglia dell'Isonzo) — неудачное итальянское наступление у реки Изонцо во время Первой мировой войны, проводившееся 18 октября — 2 ноября 1915 года.
Активные боевые действия на Итальянском фронте продолжились осенью 1915 года, но как и первые два наступления никаких успехов итальянской стороне не принесли. Целью третьего наступления итальянской армии, как и предыдущего, была задача прорвать позиционный фронт австро-венгерской армии.
Битва началась в полдень 18 октября с сильного итальянского артобстрела, продолжавшегося до конца дня. Артбстрел продолжился и на следующий день, во время которого итальянцы также провели свою первую крупную воздушную бомбардировку. Из-за нехватки боеприпасов австро-венгры едва могли ответить. Два часа спустя атаковала итальянская пехота. Атаки вскоре захлебнулись на севере и в центре. Обе стороны понесли тяжелые потери. Результат повторился и на юге. 22 октября итальянское наступление было возобновлено, но не достигло никакого прогресса.
Кульминация битвы наступила 23 октября, когда итальянцы предприняли крупную попытку взять Монте-Сан-Микеле, которую Кадорна считал ключом к завоеванию Гориции. В этой попытке было задействовано три с половиной дивизии. Ожесточенные бои дня закончились тем, что гора осталась в руках австро-венгров. 24-го числа был предпринят новый штурм горы, который снова провалился.
Кадорна решил повторить атаки. Однако атаки на Горицию провалились. То же самое произошло 28-го и 29-го октября.
Кадорна, зная об истощении войск противника, попытался воспользоваться этим, чтобы окончательно разгромить его и достичь Гориции. Новый штурм начался 31 октября силами 2-го армейского корпуса. Пять дней ожесточенных боев существенно не изменили позиции. 6-му корпусу, наступавшему во втором эшелоне, с трудом удалось захватить два холма, не имевших военной ценности, и продвинуться не более чем на сто метров в сторону Гориции.
На юге Третья армия герцога Аостского продолжала обстреливать противника, нанося ему тяжелые потери, но не достигая никакого прогресса. Последняя из бесплодных и дорогостоящих атак на позиции противника состоялась 4 ноября.
Слабая артиллерийская подготовка и разрозненность атак стали ключевыми факторами в провале наступления. Понеся большие потери, не достигнув поставленной цели, итальянские войска отошли на исходные позиции.